# ليوناردو هيدالغو
ليوناردو هيدالغو هو فنان إكوادوري، ولد في 9 يناير 1935.